# Laneuvelle
Laneuvelle ist eine französische Gemeinde mit 64 Einwohnern (Stand 1. Januar 2022) im Département Haute-Marne in der Region Grand Est; sie gehört zum Arrondissement Langres.

## Geografie
Laneuvelle liegt rund 45 Kilometer südöstlich der Stadt Chaumont im Südosten des Départements Haute-Marne.

## Geschichte
Die Mechanisierung der Landwirtschaft führte zu einer starken Abwanderung im späten 19. Jahrhundert und im 20. Jahrhundert. Laneuvelle gehört historisch zur Bailliage de Langres innerhalb der königlichen Provinz Champagne. Der Ort gehörte in den Jahren 1793 bis 1801 zum District Bourbonne.

## Bevölkerungsentwicklung
| Jahr                       | 1962 | 1968 | 1975 | 1982 | 1990 | 1999 | 2006 | 2012 | 2019 |
| Einwohner                  | 178  | 142  | 119  | 112  | 103  | 101  | 75   | 68   | 61   |
| Quellen: Cassini und INSEE |      |      |      |      |      |      |      |      |      |

## Sehenswürdigkeiten
- Kirche Saint-Pierre-ès-Liens aus dem Jahr 1844
- Kapelle Notre-Dame-de-la-Reconnaissance aus dem Jahr 1855
- Früheres Lavoir (Waschhaus)[1]
- Wegkreuze im Dorf und an der D130